# 奥雷斯
奥雷斯，是西班牙阿拉贡自治区萨拉戈萨省的一个市镇。 总面积55平方公里，总人口112人（2001年），人口密度2人/平方公里。